# Karel Fialka
Karel Fialka – brytyjski piosenkarz i twórca piosenek.
Urodzony w indyjskiej części Bengalu, jest synem Czecha i Szkotki. Popularność zdobył dzięki singlowi Hey, Matthew, który w 1987 r. znalazł się w pierwszej dziesiątce UK Singles Chart. Wcześniej mniejszy sukces odniósł jego singel The Eyes Have It.

## Dyskografia

### Albumy
- 1980: Still Life
- 1988: Human Animal
- 2009: Film Noir Edycja limitowana, jedynie 500 sztuk.

## Single
- 1980: „The Eyes Have It” [UK #52]
- 1980: „File In Forget”
- 1980: „Armband”
- 1984: „Eat, Drink, Dance, Relax”
- 1987: „Hey, Matthew”/„The Things I Saw” [UK #9, D #15, CH #13]
- 1988: „Eat, Drink, Dance, Relax (Remix)”